# Göran Dahl (konstnär)
Bengt-Göran Olof Dahl, född 2 september 1944, död 12 december 2022 i Stockholm, var en svensk målare och grafiker.
Göran Dahl utbildade sig vid Kungliga Konsthögskolan i Stockholm 1969–1974. Han debuterade med en separatutställning på Västerås Konstförening 1973.
Göran Dahl är begravd på Bromma kyrkogård.

## Offentliga verk i urval
- Röster ur det förflutna, fotocollage, samt flera andra verk i olika tekniker (1987), tunnelbanestation Bergshamra i Solna
- Gestalning av tunnelbanestation Gamla stan i Stockholm (1998), cementmosaik på spårväggar, plattformsgolv, väggar i gångtunnel och biljetthall
- Kompletteringar av konst vid södra uppgången i tunnelbanestation Bergshamra (1987), bland annat landskapsbild i glasteknik.